# سارا برندل
سارا برندل (انگلیسی: Sarah Brendel؛ زادهٔ ۱ ژانویهٔ ۲۰۰۰) موسیقی‌دان اهل آلمان است.